# Фаузі Бенхаліді
Фаузі Бенхаліді (араб. فوزی بن خالدی, нар. 3 лютого 1963) — алжирський футболіст, що грав на позиції півзахисника.

## Клубна кар'єра
Протягом кар'єри виступав за клуби «Олімпік» (Медеа), «ВА Буфарік», «УСМ Алжир» та знову «Олімпік» (Медеа).
1992 року повернувся до клубу «УСМ Алжир», за який відіграв ще 2 сезони, після чого завершив професійну кар'єру футболіста у 1994 році.

## Виступи за збірну
1984 року дебютував в офіційних матчах у складі національної збірної Алжиру. 
У складі збірної був учасником чемпіонату світу 1986 року у Мексиці, проте так і не провів жодної хвилини на полі. Також у складі збірної того ж року був учасником Кубка африканських націй 1986 року.
Протягом кар'єри у національній команді, яка тривала усього 3 роки, провів у формі головної команди країни 10 матчів, забивши 2 голи.